# Muolen
Muolen är en ort och kommun i distriktet Sankt Gallen i kantonen Sankt Gallen, Schweiz. Kommunen har 1 257 invånare (2023).